# Las Siete Partidas
Las Siete Partidas (o simplement Partidas) és un cos normatiu redactat en la Corona de Castella, durant el regnat d'Alfons X (1252-1284), amb l'objectiu d'aconseguir una certa uniformitat jurídica del Regne. El seu nom original era Libro de las leyes, i cap al segle XIV va rebre la seva actual denominació, per les seccions en què es trobava dividida.
Aquesta obra es considera un dels llegats més importants de Castella a la història del Dret, en ser el cos jurídic de més àmplia i llarga vigència a Hispanoamèrica (fins al segle XIX). Fins i tot se li ha qualificat de «enciclopèdia humanista», doncs tracta temes filosòfics, morals i teològics (de vessant greco-llatina), encara que el propi text confirma el caràcter legislatiu de l'obra, en assenyalar al pròleg que es va dictar en vista de la confusió i abundància normativa i solament perquè per elles es jutgés.

## Antecedents

### Redacció

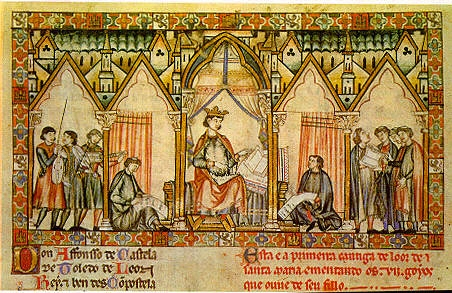
Alfons X el Savi i col·laboradors
Miniatura de les Cantiges de Santa María

D'acord amb un dels còdexs més antics de Las Siete Partidas, aquestes es van redactar entre el 26 de juny de 1256 i el 28 d'agost de 1265 per una comissió composta pels principals juristes castellans de l'època, sota la direcció d'Alfons X. També s'han assenyalat com a possibles períodes de redacció: 1254 a 1261; 1256 a 1263 i 1251 a 1265. En tot cas, la majoria dels autors estima que no s'hauria acabat sinó fins al 1265.
Segons la teoria tradicional, compartida per Francisco Martínez Marina i Antonio Solalinde, van ser redactades per una comissió de juristes o per la cancelleria reial, i la intervenció del rei Alfons X s'hauria limitat a indicar la finalitat del text i les matèries a tractar, a més d'encarregar-se de revisar i esmenar personalment el treball de la comissió. Haurien integrat aquesta comissió: el mestre Jacobo, el de les lleis; Juan Alfonso, un notari lleonès; el mestre Roldán; i Fernando Martínez de Zamora, un dels primers juristes castellans.
Al segle XVIII el jesuïta Andrés Marcos Burriel (1719-1762) va postular que el rei era el sol autor de l'obra, una teoria descartada avui. No obstant això, a causa de l'existència d'altres textos atribuïts habitualment a Alfons X (el Setenario, el Fur Real i l'Espéculo), que haurien estat elaborats dins del mateix període (1254 a 1256) i que presenten importants coincidències entre si i amb Las Partidas, més la imprecisió de les denominacions utilitzades en l'època, ha sorgit un important debat científic entorn de les obres alfonsines, sense resultats concloents sobre l'autoria de moment.
Aquest interès es va iniciar, principalment, amb el qüestionament cap a l'autoria de Las Siete Partidas a l'article «El Llibre de les Lleis d'Alfonso el Sabio. Del Espéculo a Las Partidas» (1951-1952) d'Alfonso García-Gall, seguit per altres treballs. García-Gall va postular que Las Partidas no eren obra d'Alfons X o que no es van acabar durant el seu regnat, doncs haurien estat redactades al segle XIV, molt després de la mort del rei el 1284, i que serien una variant del Espéculo. Va fonamentar la seva posició en què les primeres referències fidedignes de Las Partidas, o sigui, altres textos que feien esment de la seva existència, procedien de començaments del segle XIV i que el coneixement a la península ibèrica, dels materials o fonts que van inspirar l'obra, hauria estat posterior a la de redacció atribuïda pel còdex.
De tota manera, se segueix considerant Alfons X com a autor, almenys de la versió original, qualsevol hagi estat la seva participació com es fa amb les grans obres d'aquest gènere, que s'atribueixen al monarca o governant que les va dictar, encara que se sàpiga que no va intervenir en la seva redacció (com el cas, del Codi de Hammurabi i Hammurabi i del Corpus Iuris Civilis i Justinià).

### Finalitat

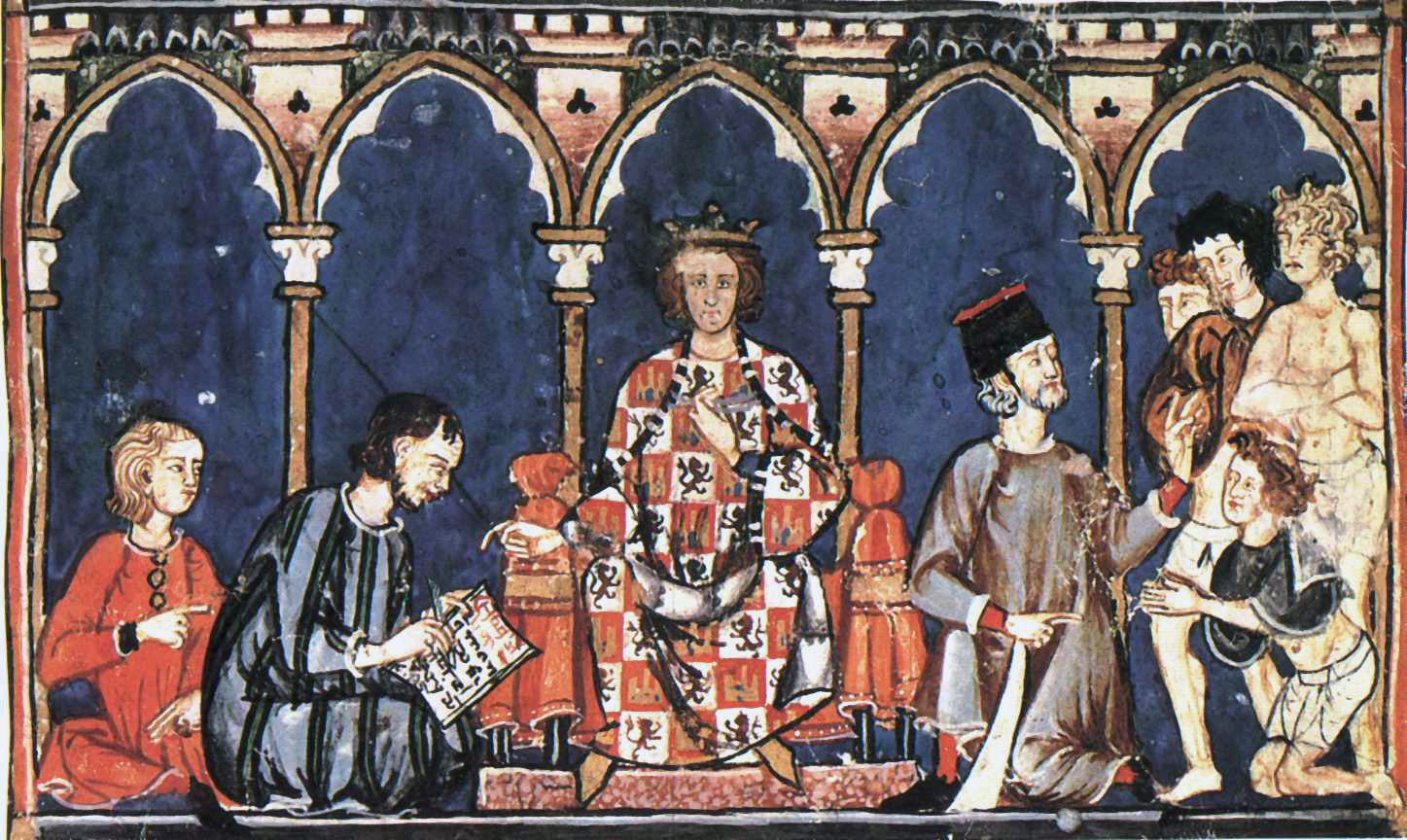
Alfonso X i la seva cort.

Quant a la seva finalitat, s'ha sostingut que Las Partidas es van atorgar com a text legislatiu i no com a obra doctrinal, malgrat el seu contingut, de vegades, més filosòfic que legal, la qual cosa es confirmaria per l'expressat al seu pròleg (que indica que es van dictar només perquè per elles es jutgés).
García-Gall sosté que per la resistència de la noblesa castellana, després de les Corts de Zamora de 1274 la seva aplicació es va relegar als plets del rei, és a dir, als casos reservats a l'exclusiu coneixement de la cort real, mentre que els plets foreros serien resolts conforme al dret foral. Per això, en la pràctica hauria quedat com una obra doctrinal fins a la «promulgació tardana» de 1348, realitzada per Alfons XI de Castella. A més, l'oposició dels nobles explicaria les diferències entre les diferents versions de la primera partida.
De tota manera, si va ser redactada amb la finalitat de ser un codi legal, s'ha discutit quin hauria estat realment el seu objectiu. Crucial importància té l'anomenat Dato de l'Imperi, és a dir, l'intent d'Alfons X d'obtenir la corona del Sacre Imperi Romanogermànic, doncs Alfons X hauria tingut el propòsit de redactar un dret de validesa universal aplicable a tot l'Imperi.
En aquesta línia argumental, Aquilino Iglesias va indicar el 1996 que Las Partidas no posseeixen referències a l'organització territorial castellana. Uns altres, entre els quals es troba García-Gall, van argumentar que, si bé la figura de l'emperador hi apareix sobre els reis, també, la figura dels reis en alguns punts apareix per sobre l'emperador, i que es van redactar en castellà, en comptes de ser redactades en llatí.
La veritat és que Las Partidas (inclòs el pròleg) no fa referència alguna a l'intent d'aconseguir la corona imperial. A més, hi ha autors, com Juan Escudero (deixeble de García-Gall), que hi han trobat referències a l'organització territorial pròpia de Castella, com les viles. Per això, s'estima habitualment que Alfons X buscava a unificar jurídicament el regne, no per la via local com el seu pare Ferran III (a través de la concessió d'un mateix fur a diverses localitats) sinó per mitjà d'una norma general aplicable a tot el territori.

### Promulgació
Es desconeix si van ser promulgades per Alfons X. Alguns autors així ho creuen i afirmen que el destronament del rei savi pel seu fill Sanç IV hauria suspès la seva vigència. En aquesta línia, Gaspar Melchor de Jovellanos va sostenir el 1797 que els descendents de Sanç IV van fer desaparèixer el document de promulgació perquè les seves disposicions posaven en dubte els seus drets a la corona, ja que elles estableixen el dret de representació en la successió al tron.
Sense perjudici de l'anterior, Las Partidas van adquirir força legal amb Alfons XI, en ser incorporades en l'ordre de prelació establert per la llei 1ª del títol 28 de l'Ordenament d'Alcalá de 1348. Aquest fet és considerat, pels autors que estimen que no van ser promulgades per Alfons X, com una «promulgació tardana».

### Partida Primera

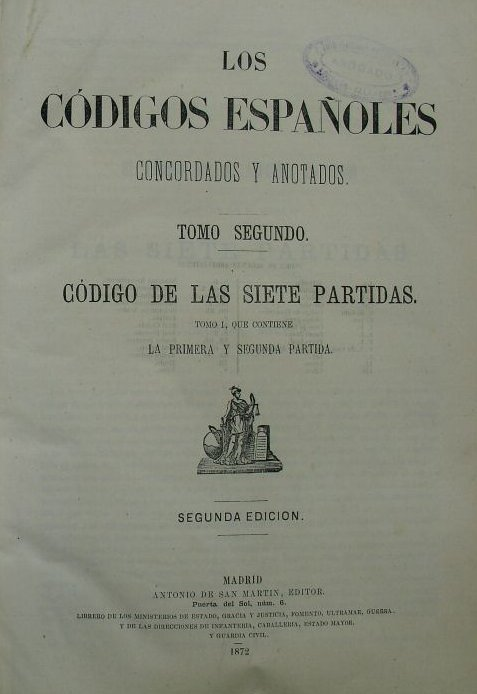
Código de Las Siete Partidas, dins "Els Códigos Españoles Concordados i Anotados", de 1872.

## Edicions

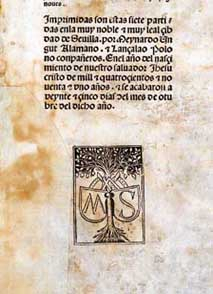
Segell de l'impressor de l'edició realitzada a Sevilla a l'octubre de 1491.